# 柴田玲のSUPREME
柴田玲のSUPREME（しばたれいのシュープリーム）は、TOKYO FMにて2002年4月1日から2006年3月30日まで、平日9:00-11:00にて放送されていたラジオ番組。前番組の『FMソフィア』から、女性向けの番組ターゲットを引き継いだ。パーソナリティーは柴田玲。

## タイムテーブル
- 9:00　オープニング
- 9:15　交通情報（提供：呉工業）
- 9:20　WORLD CONNEXION
- 9:45　LIFE IS SUPREME
- 10:08
  - （水）　DELICIOUS NATURE（提供：ヤスダヨーグルト）
  - （金）　るるぶSUPREME weekend（提供：JTB）
- 10:10
  - （火）　小田急ロマンスカーpresents ときめき with smile（提供：小田急電鉄）
  - （木）　eyeco pensents SELECT with smile（提供：リクルート）
- 10:40　JAA MUSIC READING（提供：日本アジア航空(月・水・金のみ)）
- 10:43　カルピス ハートフル・モーメント（提供：カルピス）
- 10:57　交通情報（提供：TVガイド）